# نردلن
نردلن (به آلمانی: Nerdlen) یک شهر در آلمان است که در فولکانایفل واقع شده‌است. نردلن ۲۱۹ نفر جمعیت دارد.